# Юрмаш (волейбольный клуб)
Юрма́ш (до 2007 — «Лицей») — российская женская волейбольная команда из Юрги Кемеровской области.

## Достижения
- 6-е место в чемпионате России среди команд высшей лиги и высшей лиги «А» — 2001, 2008.

## История
Женская волейбольная команда «Лицей» основана в 1993 году на базе технического училища № 73 города Юрги. В 1993—1998 выступала в первой лиге (зона «Сибирь — Дальний Восток»), а в 1998—2002 и 2003—2010 — в высшей лиге (с 2001 — высшая лига «А») также сибирско-дальневосточной зоны. Первый успех пришёл к «Лицею» в сезоне 2000/2001, когда волейболистки из Кемеровской области заняли 3-е место в своей зоне и вышли в финальную стадию высшей лиги, где стали 6-ми. Повторить своё лучшее достижение команда из Юрги смогла в сезоне 2007/2008 уже под новым названием «Юрмаш» (по учредителю клуба ООО «Юргинский машиностроительный завод») — 2-е место в зоне «Сибирь — Дальний Восток» и 6-е в финальном раунде высшей лиги «А».
В 2010 «Юрмаш» в своей зоне занял 6-е место и опустился классом ниже. Сезон 2010/2011 команда из Юрги провела в высшей лиге «Б», где стала лучшей среди команд Сибири и Дальнего Востока, а затем 2-й среди участников финального турнира. Тем самым «Юрмаш» вернулся в уже объединённую высшую лигу «А» российского женского волейбольного первенства. Пребывание во втором по значимости дивизионе женского российского волейбола для команды из Кемеровской области продлилось лишь сезон. «Юрмаш» занял последнее место и вновь опустился в высшую лигу «Б».
В декабре 2013 года «Юрмаш» из-за отсутствия финансирования снялся с чемпионата России среди команд высшей лиги «Б».

## Результаты в чемпионатах России
| Сезон     | Лига                                  | Место |
| --------- | ------------------------------------- | ----- |
| 1993/94   | Первая лига (Сибирь—Дальний Восток)   | ?     |
| 1994/95   | Первая лига (Сибирь—Дальний Восток)   | ?     |
| 1995/96   | Первая лига (Сибирь—Дальний Восток)   | ?     |
| 1996/97   | Первая лига (Сибирь—Дальний Восток)   | ?     |
| 1997/98   | Первая лига (Сибирь—Дальний Восток)   | 1     |
| 1998/99   | Высшая лига (Сибирь—Дальний Восток)   | 6     |
| 1999/2000 | Высшая лига (Сибирь—Дальний Восток)   | 4     |
| 2000/01   | Высшая лига                           | 6     |
| 2001/02   | Высшая лига А (Сибирь—Дальний Восток) | 11    |
| 2002/03   | Высшая лига Б (Сибирь—Дальний Восток) | 1     |
| 2003/04   | Высшая лига А (Сибирь—Дальний Восток) | 10    |
| 2004/05   | Высшая лига А (Сибирь—Дальний Восток) | 8     |
| 2005/06   | Высшая лига А (Сибирь—Дальний Восток) | 5     |
| 2006/07   | Высшая лига А (Сибирь—Дальний Восток) | 4     |
| 2007/08   | Высшая лига А                         | 6     |
| 2008/09   | Высшая лига А (Сибирь—Дальний Восток) | 4     |
| 2009/10   | Высшая лига А (Сибирь—Дальний Восток) | 6     |
| 2010/11   | Высшая лига Б                         | 2     |
| 2011/12   | Высшая лига А                         | 12    |
| 2012/13   | Высшая лига Б                         | 7     |

## Арена
Домашние матчи «Юрмаш» проводит в спортивном комплексе «Олимп». Адрес в Юрге: Краматорская улица, 1.

## Сезон 2011—2012

### Состав
| №  | Имя, фамилия          | Год рождения | Рост | Амплуа      | Гражданство |
| -- | --------------------- | ------------ | ---- | ----------- | ----------- |
| 1  | Ксения Соловьёва      | 1987         | 180  | нападающая  | Россия      |
| 2  | Ирина Чукарёва        | 1988         | 178  | нападающая  | Россия      |
| 3  | Ксения Тарабыкина     | 1989         | 183  | центральная | Россия      |
| 4  | Ирина Климюк          |              |      | либеро      | Россия      |
| 5  | Екатерина Саитгалеева | 1985         | 180  | нападающая  | Россия      |
| 6  | Виктория Еремеева     | 1991         | 177  | нападающая  | Россия      |
| 7  | Марина Девянина       | 1991         | 182  | нападающая  | Россия      |
| 9  | Наталья Немтинова     | 1990         | 187  | центральная | Россия      |
| 10 | Юлия Прокопенко       | 1987         | 184  | нападающая  | Россия      |
| 11 | Ольга Сабитова        | 1987         | 180  | связующая   | Россия      |
| 13 | Виктория Пентюгова    | 1990         | 172  | либеро      | Россия      |
| 15 | Наталья Алимова       | 1986         | 180  | центральная | Россия      |
| 16 | Инна Шопина           | 1991         | 174  | либеро      | Россия      |

- Главный тренер — Екатерина Акарамовна Саитгалеева.
- Врач — Владимир Николаевич Кравченко.
- Директор клуба — Александр Семёнович Будаев.